# Морской (Калачёвский район)
Морской — хутор в Калачёвском районе Волгоградской области России. Входит в состав Пятиизбянского сельского поселения. Население 46 чел. (2010) .

## История
В соответствии с Законом Волгоградской области от 20 января 2005 года № 994-ОД «Об установлении границ и наделении статусом Калачёвского района и муниципальных образований в его составе», хутор вошёл в состав образованного Пятиизбянского сельского поселения.

## География
Расположен в юго-западной части региона, при административной границе с Суровикинским районом, у р. Дон.
Уличная сеть состоит из одного географического объекта: ул. Грушевая.
Абсолютная высота 92 метра над уровнем моря.

## Население
| 2010 |
| ---- |
| 46   |

Гендерный состав
По данным Всероссийской переписи населения 2010 года в гендерной структуре населения из 46 человек мужчин — 27, женщин — 19 (58,7 и 41,3 % соответственно).
Национальный состав
Согласно результатам переписи 2002 года, в национальной структуре населения
русские составляли 75 % из общей численности населения в 64 чел..

## Инфраструктура
Личное подсобное хозяйство.

## Транспорт
Водный транспорт.
Просёлочные дороги.